# 劉厝村
劉厝村，是臺灣彰化縣花壇鄉所轄的18個村之一，位在花壇鄉西南邊。面積平方公里、1201人。與崙雅村、花壇村及秀水鄉秀水村、金興村相鄰。

## 村名由來
來源有二：一為初墾者為劉姓，便將此地稱「劉厝村」；另一是因為本地位在水尾，每次水災都流經此地，家產流失，先人稱之為「流厝」，後因諧音而稱劉厝村。

## 歷史沿革
劉厝村於清代時隸屬燕霧上堡茄苳腳庄；明治35年（1902年）時，改彰化廳燕霧上堡茄苳腳庄；明治42年（1909年）改彰化支廳茄苳腳區茄苳腳庄；至大正9年（1920年）則隨行政區調整，隸屬彰化郡花壇庄花壇大字。
二次大戰結束後，國民政府接收臺灣，以原先花壇大字的劉厝小字範圍設為劉厝村。